# امروز می‌کشیم، فردا می‌میریم!
امروز می‌کشیم، فردا می‌میریم! (به انگلیسی: Today We Kill, Tomorrow We Die!) فیلمی است محصول سال ۱۹۶۸ و به کارگردانی تونینو چروی است. در این فیلم بازیگرانی همچون برت هالسی، باد اسپنسر، ویده پرستون، ویلیام برگر، تاتسویا ناکادای، جف کامرون و دانا گیا ایفای نقش کرده‌اند.